# SummerSlam (2000)
SummerSlam (2000) — тринадцатое в истории шоу SummerSlam, PPV-шоу производства World Wrestling Federation (WWF, ныне WWE). Шоу прошло 27 августа 2000 года на арене Raleigh Entertainment and Sports Arena в Роли, Северная Каролина, США.
Главным событием шоу стал поединок «тройная угроза» за титул чемпиона WWF в котором участвовали Скала, Курт Энгл и Triple H. Скала защитил титул, удержав Triple H. Также на SummerSlam состоялся первый в истории матч TLC за титул командных чемпионов в котором участвовали Эдж и Кристиан, «Братья Харди» (Мэтт и Джефф) и «Братья Дадли» (Бабба Рей и Ди-Вон). Эдж и Кристиан выиграли поединок, сняв пояса, подвешенные над рингом. В матче против Стива Блэкмена Шейн Макмэн совершил падение с 15-метровой высоты.

## Результаты
| №                                | Матч | Тип матча | Время |
| -------------------------------- | --- | --- | ----- |
| 1                                | Right to Censor (Стивен Ричардс, Булл Бьюкенан и Папочка) победили Too Cool (Скотти 2 Хотти, Гранд Мастер Сексей и Рикиши) (с Викторией и Мэнди) | Командный матч шести человек | 05:12 |
| 2                                | Икс-пак победил Роад Догга | Одиночный матч | 04:42 |
| 3                                | Чайна и Эдди Герреро победили Вела Вениса (c) и Триш Стратус                                                                                     | Смешанный командный матч за титул интерконтинентального чемпиона WWF. Венис проиграл бы титул тому, кто удержал бы члена его команды. | 07:13 |
| 4                                | Джерри Лоулер победил Тэзза | Одиночный матч | 04:24 |
| 5                                | Стив Блэкмен (c) победил Шейна Макмэна (c) | Хардкорный матч за титул хардкорного чемпиона WWF                                                                                     | 10:08 |
| 6                                | Крис Бенуа победил Криса Джерико | Матч «Две победы из трёх» | 13:02 |
| 7                                | Эдж и Кристиан (c) победили «Братьев Харди» (Мэтта и Джеффа) (с Литой) и «Братьев Дадли» (Бабба Рей и Ди-Вон)                                    | Матч TLC за титул командных чемпионов WWF                                                                                             | 14:51 |
| 8                                | Кошка (с Элом Сноу) победили Терри (с Перри Сатурном)                                                                                            | Матч «Вонючка» | 03:06 |
| 9                                | Гробовщик против Кейна, без результата | Одиночный матч | 06:28 |
| 10                               | Скала (c) победил Курта Энгла и Triple H | Матч «Тройная угроза» за титул чемпиона WWF                                                                                           | 20:09 |
| (c) — чемпион на момент поединка | | |       |